# هانا هولبورن گری
هانا هولبورن گری (انگلیسی: Hanna Holborn Gray؛ زادهٔ ۲۵ اکتبر ۱۹۳۰) سیاست‌مدار اهل ایالات متحده آمریکا است.
وی همچنین برندهٔ جوایزی همچون نشان افتخار آزادی رئیس‌جمهوری و برنامه فولبرایت شده‌است.